# 곽순옥
곽순옥(郭順玉, 1932년 3월 20일~2023년 9월 12일)은 대한민국의 가수, 작사가이다.
1954년 미8군 언더그라운드 라이브 클럽에서 가수 첫 데뷔하였고 이듬해 1955년 뮤지컬배우로도 데뷔한 그녀는 이후 1964년에 당대 유명 피아니스트 및 악단장 兼 작곡가 박춘석에게 받은 모 방송 라디오 드라마 《남과 북》(극본:한운사)의 주제가 《누가 이 사람을 모르시나요》라는 노래 작품이 라디오 드라마와 함께 히트하면서 그 이듬해인 1965년에는 이 노래를 작사한 (라디오 드라마 《남과 북》을 집필한)극작가 한운사가 각색하여 시나리오를 쓴 영화 《남과 북》으로 라디오 드라마가 영화화 되면서 작곡가 박춘석이 음악감독을 맡게 되면서 원작 라디오 드라마 주제가가 다시 영화 주제가로 사용되었다. 이후 1967년에 가수 문주란이 원 제목이 아닌 노래 제목을 주제가로 처음 발표한 라디오 드라마 및 동명 영화의 이름으로 박춘석 작곡집(1967년 발표/MBC 라디오 드라마 주제가 타인들/영화 주제가 남과 북/영화 주제가 (번안곡) 검은상처의 블루스)에서 리메이크 하게 되었습니다. 1983년 가수 패티 김 여사가 리메이크 하면서 KBS 연속 특별 생방송 《이산가족을 찾습니다》의 오프닝 시그널 및 엔딩 시그널 음악으로 사용하게 되었다. 그 해에 원곡자인 곽순옥 여사가 미국에서 잠시 귀국하여 《이산가족을 찾습니다》에 초대 가수로 나와서 이 노래를 부르게 되었는데 당시 자막에서는 노래 제목이 본인이 처음 발표했을때의 제목이 아닌 문주란이 리메이크 할 당시의 제목으로 나갔다고 한다. 좌우간 그 이후에 다시 살고 있던 미국으로 돌아가 거기서 계속 살고 있다.
1965년 영국령 홍콩에 건너가 거주한 이후 1968년 싱가포르에 건너가 거주하다가 1970년 미국에 건너가 그곳(미국)에서 몇년 전까지는 거주했었지만, 다시 한국으로 돌아와서는 손자와 함께 북가좌동에 살고 있으며, 최근래에 뇌 수술을 하여, 의사의 제안으로 전화 통화나, 문자 메세지는 지금 현재 안하고 있는 상태이다. 2023년 9월 12일 향년 92세로 별세하였다.

## 주요 히트 작품
- 《누가 이 사람을 모르시나요》
- 《슬픔도 세월이 가면》
- 《비창》